# Il lumacone
Il lumacone è un film del 1974 diretto da Paolo Cavara.

## Trama
Il maturo Gianni Rodinò, cuoco siciliano abbandonato dalla moglie, vive in condizioni di miseria morale e materiale. Va a spasso per le strade di Roma, sbronzo, parlando da solo a voce alta, con lo sguardo perso nel vuoto. Ad aiutarlo è un ladruncolo bonaccione, Ginetto. Insieme vivono miseramente in uno scantinato. L'uomo, deciso a portare il giovane sulla buona strada, vorrebbe comprare un vagone ferroviario in disuso per trasformarlo in un ristorante alla moda. Gianni riesce a realizzare il suo sogno e a riabilitare il ragazzo.